# Акатьева, Софья Дмитриевна
Софья Дмитриевна Акатьева (род. 7 июля 2007, Москва) — российская фигуристка, выступающая в одиночном катании. Чемпионка России (2023), бронзовый призер финала Гран-при России сезона 2022/2023. Среди юниоров обладательница мировых рекордов: по сумме баллов и в произвольной программе. Обладательница двух медалей юниорской серии Гран-при ISU: золото этапа в России 2021 года и золото этапа в Польше 2021 года. Двукратная победительница первенства России (2021, 2022) и серебряный призёр первенства России (2020) среди юниоров. Победительница этапа Гран-при России «Золотой конёк Москвы» 2022. Серебряный призёр чемпионата России по прыжкам (2023).
Первая фигуристка в истории, выполнившая в одной программе на международных соревнованиях 3 четверных прыжка и тройной аксель и вторая после Алисы Лю исполнившая в одной программе как четверной прыжок, так и тройной аксель.

## Спортивная карьера

### Ранние годы
Софья Акатьева начала заниматься фигурным катанием в 3 года в СДЮСШОР № 37 (впоследствии — «Самбо-70» отделение «Хрустальный»), первыми тренерами стали Юлия Красинская и Оксана Булычева, в 2017 году перешла в группу Этери Тутберидзе, где первые 3 года её фактическим тренером был Сергей Розанов.

### Сезон 2019—2020
В сентябре заняла первое место на открытом первенстве Москвы, где в произвольной программе исполнила сольный тройной аксель и каскад тройной аксель—двойной тулуп, и попыталась исполнить четверной тулуп, но упала после приземления. В ноябре заняла второе место на мемориале Волкова.
В феврале на первенстве России среди юниоров в Саранске завоевала серебряную медаль, уступив Камиле Валиевой. После короткой программы занимала третье место с 69,22 баллами, в произвольной программе исполнила каскад четверной тулуп—двойной тулуп и сольный четверной тулуп с недокрутом получив 149,22 балла, в сумме набрала 218,44.
21 февраля заняла второе место в финале юниорского кубка России.
25 февраля выиграла первенство Москвы.
18 марта выиграла X зимнюю Спартакиаду.

### Сезон 2020—2021
4 сентября выиграла первенство Москвы среди юниоров с суммой баллов 210,21. В конце сентябре выступила на этапе юниорского кубка России в Сызрани, где в короткой программе получила 81,14 балла исполнив тройной аксель—тройной тулуп, сольные двойной аксель и тройной лутц, в произвольной программе набрала 149,69 балла исполнив сольные тройной аксель и четверной тулуп с ошибкой, в итоге завоевав золотую медаль с суммой баллов 230,83. В ноябре выступила на этапе юниорского кубка России в Казани, где после короткой программы занимала первое место с 80,12 баллами, в произвольной программе получила 151,32 балла исполнив каскад четверной тулуп—двойной тулуп, и сольные четверной тулуп и тройной аксель, в итоге выиграв турнир с суммой баллов 231,44.
4 февраля на первенстве России в Красноярске завоевала золотую медаль с суммой баллов 220,00. 2 марта победила в финале юниорского кубка России с суммой баллов 241,04.

### Сезон 2021—2022
В середине сентября Софья выступила на дебютном для неё соревновании международного уровня — российском этапе Гран-при среди юниоров, проходившем в Красноярске, на котором она заняла первое место, при этом установив юниорские рекорды по количеству баллов в произвольной программе (157,19) и по общей сумме (233,08). В короткой программе она получила 75,89 балла исполнив каскад тройной аксель—тройной тулуп, двойной аксель и тройной флип. В произвольной программе она исполнила тройной аксель, каскад четверной тулуп—тройной тулуп, четверной сальхов с ошибкой, тройной риттбергер, каскад четверной тулуп—ойлер—тройной сальхов с ошибкой, каскад тройной флип—тройной тулуп и тройной лутц.
В конце сентября — начале октября Софья выступила на польском этапе Гран-при, проходившем в Гданьске, где снова заняла первое место, с отрывом от второго месте более чем в 42 балла. После короткой программы она была на первом месте с 71,91 баллами, произвольную программу она так же выиграла, получив 153,73 балла. В декабре должна была выступить в финале Гран-при, но соревнование было отменено.
Софья не была допущена до участия в чемпионате России. Это объясняется тем, что по действующим на 2021 год правилам для допуска необходим возраст в 14 лет на момент начала «сезона» — первое июля 2021 года.
В январе 2022 выступила на первенстве России в Саранске, где с результатом по сумме программ в 237,09 балла стала победительницей первенства во второй раз подряд.
В феврале 2022 года выиграла юниорский финал Кубка России в Саранске.

### Сезон 2022—2023
В летнее межсезонье получила травму.
Была допущена до соревнований 2022/23 сезона внутри страны среди взрослых. Наряду со спортсменками взрослой сборной участвовала в контрольных прокатах 22—23 сентября.
22—23 октября Акатьева участвовала в первом этапе Гран-при России «Золотой конек Москвы» (в прошлые годы эта серия соревнований проходила под названием Кубка России). В короткой программе Акатьева, упав на тройном акселе, занимала промежуточное второе место, уступая шедшей первой Камиле Валиевой почти двенадцать баллов. В произвольном прокате Акатьева справилась с двумя четверными и тройным акселем, а Валиева упала с единственного заявленного четверного прыжка — тулупа. Тем не менее, Акатьева лишь незначительно сократила отставание, и в итоге взяла серебро. Спортивная журналистка Елена Вайцеховская осталась недовольна судейством на этом турнире, отметив, что «мы имеем аттракцион немыслимой судейской щедрости по отношению к записным лидерам, который очень сильно напоминает банальный распил призовых денег».
12—13 ноября снова в Москве на этапе «Московские звёзды» Софья относительно удачно откатала короткую программу, после которой с минимальным отставанием от лидирующей Елизаветы Туктамышевой занимала промежуточное второе место. При этом произвольная программа совершенно не получилась — было допущено 3 падения. Не получился ни один прыжок «ультра си»: падение было с тройного акселя и дважды с четверного тулупа. Результатом стало третье место, позади Елизаветы Туктамышевой и Софьи Муравьёвой.
23 декабря на чемпионате России во время короткой программы Акатьева справилась со всеми прыжковыми элементами программы, включая тройной аксель и заняла промежуточное первое место. На следующий день Акатьева представила произвольную программу, в ходе которой было чисто сделано 2 четверных тулупа, но допущено падение с тройного акселя. Несмотря на ошибку, сложности программы и отрыва от соперниц оказалось достаточно, чтобы одержать победу в чемпионате с итоговой суммой в 249,74 балла.
4—5 марта выступила в финале Гран-при России, проводившемся в Санкт Петербурге. По итогам короткой программы занимала промежуточное пятое место, она упала с тройного акселя и получила 76,40 балла. В произвольной программе исполнила два четверных тулупа (сольный и в каскаде) с недокрутом и два тройных акселя и получила 164,69 балла за произвольную программу. По сумме баллов она набрала 241,09 и заняла четвёртое место.

### Сезон 2023—2024
В начале сезона 2023—2024 Софья Акатьева выступила на контрольных прокатах сборной России, однако не участвовала в соревнованиях из-за травмы.

### Сезон 2024—2025
Акатьева начала сезон с контрольных прокатов сборной России, где представила программы, поставленные на предыдущий сезон. В ноябре 2024 года фигуристка приняла участие в 3-м этапе Гран-при России в Красноярске, где заняла третье место.

## Программы
| Сезон     | Короткая программа | Произвольная программа | Показательные выступления |
| --------- | --- | --- | --- |
| 2024—2025 | - «Маскарад» Арам Хачатурян хореограф-постановщик Даниил Глейхенгауз                                                                             | - «Адмиралъ» Глеб Матвейчук и Руслан Муратов в исполнении Виктории Дайнеко - «Trinity» Джеймс Дули - «Анна» Виктория Дайнеко хореограф-постановщик Даниил Глейхенгауз                     | |
| 2023—2024 | Не участвовала в соревнованиях | Не участвовала в соревнованиях | Не участвовала в соревнованиях |
| 2022—2023 | - «Clouds, The Mind on the (Re)Wind» - «Smiles for Y…» Эцио Боссо хореограф-постановщик Даниил Глейхенгауз                                       | - «Welcome to Earth» - «Mosquito Bay» (из сериала «Добро пожаловать на Землю») Дэниэл Пембертон - «Arrival of the Birds» The Cinematic Orchestra хореограф-постановщик Даниил Глейхенгауз | - «Hijo de la luna» Mecano хореограф-постановщик Даниил Глейхенгауз - «Reflection» (из мультфильма «Мулан») в исполнении Ванесса Мэй хореограф-постановщик Даниил Глейхенгауз |
| 2021—2022 | - «Clouds, The Mind on the (Re)Wind» - «Smiles for Y…» Эцио Боссо хореограф-постановщик Даниил Глейхенгауз                                       | - «Reflection» (из мультфильма «Мулан») в исполнении Ванесса Мэй хореограф-постановщик Даниил Глейхенгауз                                                                                 | |
| 2020—2021 | - «Seven Nation Army» The White Stripes в исполнении Postmodern Jukebox, feat. Хейли Рейнхарт хореограф-постановщик Даниил Глейхенгауз           | - «Reflection» (из мультфильма «Мулан») в исполнении Ванесса Мэй хореограф-постановщик Даниил Глейхенгауз                                                                                 | |
| 2019—2020 | - «Can't Help Falling in Love» в исполнении Хейли Рейнхарт - «Chocolate Jesus» Бет Харт и Джо Бонамасса хореограф-постановщик Даниил Глейхенгауз | - «Le Moulin» - «La Valse d’Amélie» - «Comptine d’un autre été: L’après-midi» (из фильма «Амели») Ян Тирсен хореограф-постановщик Даниил Глейхенгауз                                      | |

## Спортивные достижения
| Соревнования                      | 19/20                       | 20/21                       | 21/22                       | 22/23                       | 23/24                       | 24/25                       |
| Национальные индивидуальные       | Национальные индивидуальные | Национальные индивидуальные | Национальные индивидуальные | Национальные индивидуальные | Национальные индивидуальные | Национальные индивидуальные |
| --------------------------------- | --------------------------- | --------------------------- | --------------------------- | --------------------------- | --------------------------- | --------------------------- |
| Чемпионаты России                 |                             |                             |                             | 1                           |                             | 5                           |
| Финал Гран-при России             |                             |                             |                             | 3                           |                             | 11                          |
| Чемпионат России по прыжкам       |                             |                             |                             | 2                           |                             | 6                           |
| Первенство России среди юниоров   | 2                           | 1                           | 1                           |                             |                             |                             |
| Финал Кубка России                |                             | 1 юн.                       | 1 юн.                       |                             |                             |                             |
| Этапы Кубка России. I этап        | 1 юн.                       | 1 юн.                       |                             |                             |                             |                             |
| Этапы Кубка России. II этап       | 1 юн.                       |                             |                             |                             |                             |                             |
| Этапы Кубка России. IV этап       |                             | 1 юн.                       |                             |                             |                             |                             |
| Этапы Гран-при России. I этап     |                             |                             |                             | 1                           |                             |                             |
| Этапы Гран-при России. III этап   |                             |                             |                             |                             |                             | 3                           |
| Этапы Гран-при России. IV этап    |                             |                             |                             | 3                           |                             |                             |
| Этапы Гран-при России. V этап     |                             |                             |                             |                             |                             | 5                           |
| Национальные командные            |                             |                             |                             |                             |                             |                             |
| Чемпионат России по прыжкам       |                             |                             |                             | 2                           |                             |                             |
| Кубок Первого канала              |                             |                             |                             | 1                           |                             | 3                           |
| Международные среди юниоров       |                             |                             |                             |                             |                             |                             |
| Финалы юниорского Гран-при        |                             |                             | C                           |                             |                             |                             |
| Этапы юниорского Гран-при. Россия |                             |                             | 1                           |                             |                             |                             |
| Этапы юниорского Гран-при. Польша |                             |                             | 1                           |                             |                             |                             |

### Подробные результаты
Примечание. Цветом выделены медали. На чемпионатах ИСУ награждают малыми медалями за короткую и произвольную программу.
| Дата                         | Соревнование                      | КП            | ПП            | Сумма         | Источники     |
| Сезон 2021—22                | Сезон 2021—22                     | Сезон 2021—22 | Сезон 2021—22 | Сезон 2021—22 | Сезон 2021—22 |
| ---------------------------- | --------------------------------- | ------------- | ------------- | ------------- | ------------- |
| 29 сентября — 2 октября 2021 | Этапы юниорского Гран-при. Польша | 1 71,91       | 1 153,73      | 1 225,64      | [ 59 ]        |
| 15—18 сентября 2021          | Этапы юниорского Гран-при. Россия | 1 75,89       | 1 157,19      | 1 233,08      | [ 60 ]        |

### Мировые рекорды среди юниоров
| Дата                                       | Баллы                                      | Соревнование                               | Примечание                                     |
| Рекорды одиночниц в произвольной программе | Рекорды одиночниц в произвольной программе | Рекорды одиночниц в произвольной программе | Рекорды одиночниц в произвольной программе     |
| ------------------------------------------ | ------------------------------------------ | ------------------------------------------ | ---------------------------------------------- |
| 18 сентября 2021                           | 157,19                                     | Этап юниорского Гран-при. Россия 2021      | Предыдущий рекорд принадлежал Камиле Валиевой. |
| Рекорды одиночниц по сумме двух программ   |                                            |                                            |                                                |
| 18 сентября 2021                           | 233,08                                     | Этап юниорского Гран-при. Россия 2021      | Предыдущий рекорд принадлежал Камиле Валиевой. |

## Шоу-бизнес и реклама
Участвовала:
- в шоу Ильи Авербуха «Ледниковый период. Дети»[61], где заняла третье место[62],
- в шоу Этери Тутберидзе «Чемпионы на льду»[63],
- в шоу «Русский вызов», где получила специальный приз жюри.

Представитель бренда спортивной одежды Fly (FlySPORT).

## Оценка катания
Сильной стороной Акатьевой считается техника. Так, уже с 12 лет спортсменка включает в свои программы сложные элементы — четверной тулуп и тройной аксель.
Тренер Александр Жулин после проката Софьи осенью 2021 года высказался так:
Я считаю, что взрослым девочкам здорово повезло, что Акатьева с ними не соревнуется. Потому что она бы им крови попила

## Признания
Лауреат премии Talented kids awards (2019).